# Миладин Р. Ковачевић
Миладин Р. Ковачевић (1893–1968) био је драгачевски каменорезац из Дучаловића. Припада групи мање познатих  клесара надгробних споменика Доњег Драгачева.

## Живот
Рођен је 1893. године у Дучаловићима. Учесник Првог светског рата. Био је имућан сељак. Није се искључиво бавио клесарством, већ читавим низом додатних занимања: пчеларством, ковачким и дрводељским занатом, а био је и секретар и благајник Дучаловачке земљорадничке задруге.
Умро је 1968. године и сахрањен на Подовчарском гробљу у Дучаловићима.

## Дело
За мештане свог и околних села израдио је мањи број надгробника у пешчару и мермеру. Био је мајстор за урезивање лепих, китњастих слова. Сам је састављао епитафе који садрже бројне податке о покојницима, често песнички узвишене, као онај на крајпуташу Миту Ковачевићу из Ртара:

Кајпуташ Миту Ковачевићу (†1917) (Овчар-Локве)
Овај споменик преставља војника
што погину на врх Ветерника
Покрај мора на Грчкој планини
Остаде му младост у туђини.
МИТО Ковачевић из Ртара
рођен (...)
погибе 5. септембра 1917. г.
Погибе од Бугарског стрељачког зрна.
Мито је учестовао у рату 1914-15 г.
као и на Солунском фронту
где је као крабар и одликован.
Зато данас слава нашем брату
што погибе у Европском рату
Кад Србија у ропству цвиљаше
тада Мито слободу ствараше
Ал на жалост слободу не виде
Бугарин га с овог света скиде
Овај споменик подигоше му
мати Јулка
и браћа Видоје, Милун и Миленко.
Изради Миладин Ковачевић
из Дучаловића.